# Nevcehle
Nevcehle település Csehországban, a Jihlavai járásban. Nevcehle Panenská Rozsíčka, Pavlov, Olšany, Sedlejov, Stará Říše és Urbanov településekkel határos. Lakosainak száma 220 fő (2024. január 1.).

## Népesség
A település lakosságának változását az alábbi diagram mutatja:
| Lakosok száma | 335  | 360  | 374  | 301  | 265  | 221  | 233  | 236  | 225  | 220  |
|               | 1869 | 1900 | 1921 | 1961 | 1980 | 2011 | 2016 | 2019 | 2021 | 2024 |